# Cinema Guido Guerra

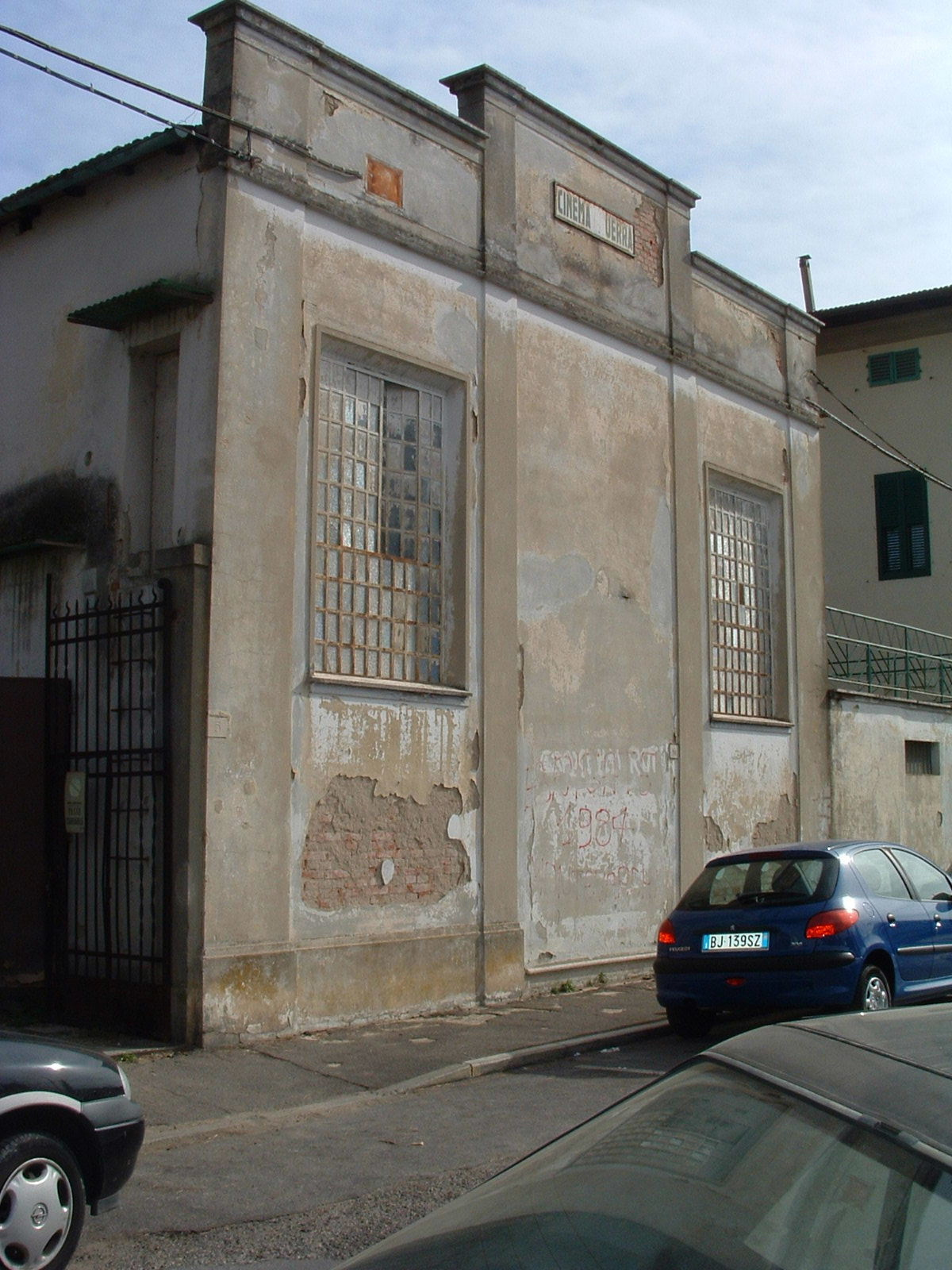
Cinema Guido Guerra

Il Cinema Guido Guerra era una sala cinematografica di Montevarchi rimasta attiva dal 1952 fino alla fine degli anni '80 quando, per cedimenti strutturali, venne chiusa al pubblico e mai più riaperta.nei primi anni 60 nei mesi estivi si trasferiva presso l'oratorio della Collegiata e faceva così il cinema all'aperto, con il nome "Arena Guido Guerra".

## Storia

### Circolo ricreativo
In origine, lo spazio occupato da quello che poi diverrà il Cinema Guido Guerra, faceva parte dell'orto delle monache del Monastero di Santa Maria del Latte che, alla sua soppressione, venne trasformato nel complesso caritativo ed educativo noto come Bartolea.
In uno degli annessi agricoli dell'orto venne successivamente edificata quella che oggi è sede di una Congregazione delle Suore Carmelitane ma che, in origine, fu la casa madre delle Suore Dorotee, l'ordine fondato dalla beata Maria Teresa Scrilli, che prima risiedevano proprio nella Bartolea. L'edificio presenta ancora, sia nella facciata principale che nella distribuzione degli ambienti interni, quegli elementi decorativi tipici del villino signorile ottocentesco.
Fu poi nel 1897 che a fianco della residenza delle religiose venne aggiunto l'asilo infantile intitolato a Vittorio Emanuele II, diventato prima Biblioteca Comunale e oggi Urban Center (URP), e nello stesso anno, tra l'asilo e il villino, prese il via anche la costruzione di quello che poi sarà il cinema. La struttura, che era ed è di proprietà della Collegiata di San Lorenzo così come il terreno sul quale sorge, ospitava all'inizio un circolo ricreativo cattolico dedicato a Silvio Pellico.

### Teatro
Trent' anni dopo, e più precisamente nel 1932, venne indetta dalla parrocchia della Collegiata una gara d'appalto per la ristrutturazione completa dell'edificio e la trasformazione del complesso in teatro. I documenti relativi all'appalto, vinto dai Fratelli Guido e Antonio Neri per la somma di allora 14.500 lire, sono una piccola ma interessante testimonianza di storia dell'architettura.
Vi si legge infatti che i due capimastri avrebbero proceduto a:
- Demolizione del tetto fino all'ultima capriata
- Demolizione di un soprammattone di 40 m² e demolizione di un muro di cemento di fronte al giardino di 45 m²
- Rifondazione a grossi pilastri di mattoni murati della parete sinistra restante
- Scavo di dimensioni 70×100 cm per fondazioni della parete destra e della metà sinistra con riempimentto di calce comune con ghiaia d'Arno e pillole.
- Muratura ordinaria di 0,35 m della parete sinistra con ricorso di mattoni doppio ogni metro.
- Muratura di soprammattoni sotto il palcoscenico con relative fondazioni
- Muratura di 30 cm a mattoni della parete destra e parete di via dell'asilo
- Pilastri a mattoni per retta della capriata con capitelli in cemento
- Costruzione del tetto
- Vespaio fatto con pillole d'Arno fognato con gratelle di ventilazione e smalto in cemento base lisciato e bucciardato.
- Intonaci fatti solo nell'interno, nella biglietteria e nella facciata.
- Attico con cornice nel prospetto e due gradini in pietra nell'ingresso.

### Cinema
Infine nel 1952 il teatro parrocchiale divenne quello che nella memoria collettiva della città rimarrà il "Guido Guerra". Questo cinema, tutto sommato piccolo e a gestione quasi familiare, era particolarmente caro ai montevarchini, soprattutto alle fasce più giovani, perché aveva una programmazione rivolta essenzialmente all'infanzia quando invece gli allora altri due cinema di Montevarchi, l'Impero e il Politeama, si erano indirizzati a un pubblico di più adulti se non, come nel caso del Politeama, di soli adulti.
Il Guido Guerra chiuse i battenti alla fine degli anni '80 per il cedimento di una capriata, una di quelle dei fratelli Neri, e da allora non è più stato riaperto. Infatti lo stanziamento che sarebbe servito non solo per la ristrutturazione ma anche per la messa a norma della struttura avrebbe richiesto un investimento che la parrocchia di San Lorenzo non avrebbe potuto affrontare da sola.
Ma al di là delle ragioni strettamente economiche, particolarmente interessante è il contesto storico nel quale vanno inserite la fine del Guido Guerra e la sua mancata riapertura. Perché rientrano in quella lunga fase vissuta da Montevarchi di scarsa attenzione collettiva, e dunque lungimiranza, alle problematiche socio-culturali della città. Una fase inaugurata nel 1968 dall'abbattimento, per ragioni di speculazione edilizia, dell'ottocentesco Teatro Benedetto Varchi che privò, nell'indifferenza generale, una comunità di oltre 22.000 abitanti non solo di un piccolo gioiello dell'architettura cittadina ma anche dell'unica struttura teatrale esistente e che poi si ripropose, uguale a se stessa, agli inizi degli anni '90 quando con il Guido Guerra chiuso, l'Impero divenuto una discoteca e il Politeama che funzionava a intermittenza, Montevarchi, a differenza di tutte le altre realtà comunali circostanti, rimase senza neanche un cinema degno di questo nome.

### Arena Guido Guerra
Nei primi anni 60 presso il piccolo oratorio adiacente alla Collegiata, chiamato dai ragazzi dell'epoca "la sede" veniva proiettato nei mesi estivi il cinema all'aperto,chiamato Arena Guido Guerra, sempre facente capo alla parrocchia,fu attivo fino alla fine degli anni 60.